# Ruta Nacional 45A (Colombia)
La Ruta Nacional 45A es una ruta colombiana de tipo troncal que inicia en la ciudad de Bogotá (Autopista Norte con calle 236) y finaliza en el municipio de San Alberto , departamento del Cesar donde cruza con los tramos 4513 y 4514 de la Ruta Nacional 45. Es una de las rutas más importantes ya que conecta a la capital de Colombia con los Santanderes y el Caribe colombiano a través de la Cordillera Oriental.

## Antecedentes
La ruta fue establecida en la Resolución 3700 de 1995 teniendo como punto de inicio la ciudad de Neiva , departamento del Huila y como punto final el municipio de San Alberto en el departamento del Cesar. Dicho trazado inicial pretendía conectar el departamento del Huila y la Costa Caribe por medio de una ruta por la Cordillera Oriental, atravesando el Páramo del Sumapaz y pasando por Bogotá, Chiquinquirá y Bucaramanga. Sin embargo, la Resolución 339 de 1999 redefinió la ruta eliminando los sectores de Neiva - Santa Ana, Santa Ana - San Juan del Sumapaz y San Juan del Sumapaz - Usme (Bogotá) y dejando el resto como parte de la ruta actual. Cabe resaltar que el sector de Santa Ana - San Juan del Sumapaz establecido como tramo no tiene carretera construida y por atravesar el Páramo del Sumapaz los proyectos a mediano plazo de una ruta por este sector es totalmente nula.

## Descripción de la Ruta
La Ruta posee una longitud total de 520,64 km. aproximadamente dividida de la siguiente manera:

### Ruta Actual[1]
| Código  | Tipo     | Recorrido                         | Clasificación SINC            | PR Inicial | PR Final | Longitud km. |
| ------- | -------- | --------------------------------- | ----------------------------- | ---------- | -------- | ------------ |
| 45A04   | Tramo    | Bogotá - Ubaté                    | Troncal Central               | 0+0000     | 67+1134  | 68,13        |
| 45A05   | Tramo    | Ubaté - Puente Nacional           | Troncal Central               | 0+0000     | 89+0340  | 89,34        |
| 45A06   | Tramo    | Puente Nacional - San Gil         | Troncal Central               | 0+0000     | 125+0800 | 125,80       |
| 45A07   | Tramo    | San Gil - Bucaramanga             | Troncal Central               | 0+0000     | 93+0180  | 93,18        |
| 45A08   | Tramo    | Bucaramanga - San Alberto         | Troncal Central               | 0+0000     | 93+0654  | 93,65        |
| 45ABYB  | Variante | Variante de Chiquinquirá          | Troncal Central               | 0+0000     | 6+0900   | 6,90         |
| 45ACNA  | Variante | Variante Cajicá                   | Troncal Central               | 0+0000     | 6+0625   | 6,63         |
| 45ACNB  | Variante | Variante Portachuelo              | Alternas a la Troncal Central | 0+0000     | 5+0160   | 5,16         |
| 45ACNC  | Variante | Variante de Ubaté                 | Troncal Central               | 0+0000     | 3+0148   | 3,15         |
| 45ACND  | Variante | Variante Portachuelo - Casablanca | Alternas a la Troncal Central | 0+0000     | 7+0000   | 7,00         |
| 45AST08 | Ramal    | Floridablanca - Palenque          | Troncal Central               | 0+0000     | 21+0700  | 21,70        |

- Total kilómetros a cargo de INVIAS: 459,76 km.
- Total Kilómetros en concesión por la ANI: 31,28 km.
- Total Kilómetros en concesión departamental: 29,60 km.
- Total tramos (incluido tramos alternos): 5
- Total pasos o variantes: 5
- Total ramales: 1
- Total subramales: 0
- Porcentaje de vía en Doble Calzada: 9%
  -  45A04  Bogotá - Cajicá: 11,70 km aprox.
  -  45A04  Cajicá - Zipaquirá: 9,10 km aprox.
  -  45A04  Paso Nacional por Zipaquirá: 3,00 km aprox.
  -  45ACNC  Variante de Ubaté: 3,15 km aprox.
  -  45A07  Piedecuesta - Bucaramanga: 12,30 km aprox.
  -  45AST08  Floridablanca - Palenque: 10,10 km aprox.

### Ruta eliminada o anterior[1]
| Código    | Tipo     | Recorrido                                                   | Situación Actual |
| --------- | -------- | ----------------------------------------------------------- | --- |
| 45A01     | Tramo    | Neiva - Santa Ana                                           | - 45A01 Carretera Secundaria Departamental (Neiva - San Antonio) - 45A01 Carretera Terciaria Departamental (San Antonio - Santa Ana)    |
| 45A02     | Tramo    | Santa Ana - San Juan de Sumapaz                             | - Sin Nomenclatura Carretera Terciaria Municipal (Santa Ana - Ojo de Agua) - Carretera Inexistente (Ojo de Agua - San Juan del Sumapaz) |
| 45A03     | Tramo    | San Juan de Sumapaz - Bogotá (Usme)                         | - IDU 1100 Carretera Rural de Bogotá D.C.                                                                                               |
| 45A04B    | Tramo    | Zipaquirá - Cogua - Cruce Ruta 45A                          | - Sin Nomenclatura Carretera Terciaria Municipal                                                                                        |
| 45ABYA    | Paso     | Paso por San José de Pare                                   | - 45ABYA Carretera Secundaria Departamental                                                                                             |
| 45ACNB    | Paso     | Paso por Tausa                                              | - Calle 1A Vía urbana de Tausa |
| 45ASTA    | Paso     | Paso por Güepsa                                             | - 45ASTA Carretera Secundaria Departamental                                                                                             |
| 45ABY01   | Ramal    | Saboyá - El Diamante                                        | - 45ABY01 Carretera Secundaria Departamental                                                                                            |
| 45ABY02   | Ramal    | Ramal a Chitaraque                                          | - 45ABY02 Carretera Secundaria Departamental                                                                                            |
| 45ACN01   | Ramal    | Zipaquirá - Nemocón                                         | - 45ACN01 Carretera Secundaria Departamental                                                                                            |
| 45ACN02   | Ramal    | Cruce de Nemocón - Empalme carretera Zipaquirá - Briceño    | - 45ACN02 Carretera Secundaria Departamental                                                                                            |
| 45AHL01   | Ramal    | Cucará - Villavieja                                         | - 45AHL01 Carretera Secundaria Departamental                                                                                            |
| 45AHL02   | Ramal    | Delicias - Alpujarra                                        | - 45AHL02 Carretera Secundaria Departamental                                                                                            |
| 45AHL03   | Ramal    | Cruce Ruta 45A - El Totumo                                  | - 4506HL03 Carretera Terciaria Municipal                                                                                                |
| 45ANS01   | Ramal    | La Esperanza - Veinte de Julio - El Taladro - Cruce Ruta 45 | - 45ANS01 Carretera Secundaria Departamental                                                                                            |
| 45AST01   | Ramal    | Puente Nacional - La Capilla                                | - 45AST01 Carretera Secundaria Departamental                                                                                            |
| 45AST02   | Ramal    | Ramal a Cite                                                | - 45AST02 Carretera Secundaria Departamental                                                                                            |
| 45AST03   | Ramal    | Tapias - Confines - Charalá                                 | - 45AST03 Carretera Secundaria Departamental                                                                                            |
| 45AST04   | Ramal    | Socorro - Simacota - Chima                                  | - 45AST04 Carretera Secundaria Departamental                                                                                            |
| 45AST05   | Ramal    | Berlín - Cruce Ruta 64                                      | - 45AST05 Carretera Secundaria Departamental                                                                                            |
| 45AST06   | Ramal    | Ramal a Aratoca                                             | - 45AST06 Carretera Secundaria Departamental                                                                                            |
| 45AST07   | Ramal    | Bucaramanga - La Playa - Matanza                            | - 45AST07 Carretera Secundaria Departamental                                                                                            |
| 45AST09   | Ramal    | Ramal a Bocas                                               | - 45AST09 Carretera Secundaria Departamental                                                                                            |
| 45AST10   | Ramal    | Rionegro - Santa Cruz                                       | - 45AST10 Carretera Secundaria Departamental                                                                                            |
| 45AST11   | Ramal    | Rionegro - Llano de Palmas                                  | - 45AST11 Carretera Secundaria Departamental                                                                                            |
| 45AST12   | Ramal    | Puente Nacional - La Venta - Florián                        | - 45AST12 Carretera Secundaria Departamental                                                                                            |
| 45AST13   | Ramal    | Cruce Ruta 45A - Floridablanca - Bucaramanga                | - Avenida Oriental Vía Urbana de Floridablanca                                                                                          |
| 45AST05-1 | Subramal | Cruce Ramal 45AST05 - Palmar - El Hato                      | - 45AST05-1 Carretera Secundaria Departamental                                                                                          |
| 45AST07-1 | Subramal | La Playa - Charta                                           | - 45AST07-1 Carretera Secundaria Departamental                                                                                          |
| 45AST12-1 | Subramal | Jesús María - Sucre                                         | - 45AST12-1 Carretera Secundaria Departamental                                                                                          |
| 45AST12-2 | Subramal | Florián - La Belleza - Casino                               | - 45AST12-2 Carretera Secundaria Departamental                                                                                          |

## Municipios
Las ciudades y municipios por los que recorre la ruta son los siguientes:
Convenciones:
- Fondo Azul : Recorrido actual.
- Fondo Gris : Recorrido anterior.
- Negrita: Cabecera municipal.
- Texto azul: Ríos.
- Texto verde: Parques nacionales.

| Tramo   | Municipio          | Recorrido | Departamento       |
| ------- | ------------------ | --- | ------------------ |
| 45A01   | Neiva              | Neiva; Fortalecillas. | Huila              |
| 45A01   | Tello              | Cucara (Acceso 45AHL01 a Villavieja y Desierto de la Tatacoa); Tello; Río Villavieja. | Huila              |
| 45A01   | Baraya             | Río Guaroco; Quebrada La Vieja; Baraya; Salero (Acceso 45AHL05 a Los Laureles y Vegalarga); Delicias (Acceso 45AHL02 a Alpujarra); El Venado; Río Venado.                                                                                     | Huila              |
| 45A01   | Colombia           | Carrasposo; Santa Teresa; Boca de la Zanja; Río Ambica; Colombia; San Antonio; Quebrada La Lejía; Lomas del Ariari; San Antonio Abajo; Quebrada El Hache; San Marcos; Río Cabrera; Santana.                                                   | Huila              |
| 45A02   | Colombia           | Santana; Santa Helana; San Emilio; Páramo del Sumapaz (Área sin determinar). | Huila              |
| 45A02   | Sumapaz            | Páramo del Sumapaz (Área sin determinar); San Juan de Sumapaz. | Bogotá, D. C.      |
| 45A03   | Sumapaz            | San Juan de Sumapaz; Loma la Honda; | Bogotá, D. C.      |
| 45A03   | San Bernando       | Área Rural. | Cundinamarca       |
| 45A03   | Sumapaz            | Laguna Chisacá Los Tunjos; Embalse de Chisacá. | Bogotá, D. C.      |
| 45A03   | Usme               | Embalse de la Regadera (Acceso a Pasquilla); Batallón de Instrucción y Entrenamiento 13; El Destino; Pueblo de Usme. | Bogotá, D. C.      |
| 45A04   | Usaquén            | Calle 236; Centro Comercial Bima; Calle 245. | Bogotá, D. C.      |
| 45A04   | Chía               | Centro de Eventos Autopista Norte; Universidad de la Sabana; La Caro (Cruce 5501 ); Río Bogotá; Chía. | Cundinamarca       |
| 45A04   | Cajicá             | Cajicá (Variante 45ACNA ). | Cundinamarca       |
| 45A04   | Zipaquirá          | Zipaquirá (Inicio Variante Portachuelo 45ACNB con cruce 55CN01 , Variante 45ACND y acceso 45ACN01 a Nemocón). | Cundinamarca       |
| 45A04   | Cogua              | Cogua (Acceso); Casablanca (Fin Variante 45ACND ); La Quinta (Acceso 45ACN04-1 a Embalse del Neusa). | Cundinamarca       |
| 45A04   | Nemocón            | Patio Bonito (Acceso); Vereda Pajarito. | Cundinamarca       |
| 45A04   | Tausa              | Tierra Negra (Acceso 45ACN04 a Nemocón). Vereda Peñas Cajón (Acceso a Laguna de Suesca); Boquerón (Acceso a Tausa). | Cundinamarca       |
| 45A04   | Sutatausa          | Sutatausa (Acceso 45ACN15 a Brucelas). | Cundinamarca       |
| 45A04   | Ubaté              | Ubaté (Variante 55CNC y Acceso a Cucunubá). | Cundinamarca       |
| 45A05   | Ubaté              | Ubaté; Río Ubaté. | Cundinamarca       |
| 45A05   | Fúquene            | Capellanía (Acceso 45ACN10 a Fúquene); Río Fúquene; Laguna de Fúquene. | Cundinamarca       |
| 45A05   | Susa               | Punta de Cruz; Llano Grande; Susa; El Crucero (Acceso 45ACN12 a La Estación). | Cundinamarca       |
| 45A05   | Simijaca           | La Glorieta; El Peaje (Acceso 45ACN13 a Simijaca); Cabrerita (Acceso 45ACN14 a Río Suares); Fical (Acceso D1517603 a Chiquinquirá). | Cundinamarca       |
| 45A05   | Chiquinquirá       | Chiquinquirá (Variante 45ABYB con cruce 6007 y 6008 ; Acceso D1517502 a Caldas); Río Chiquinquirá. | Boyacá             |
| 45A05   | Saboyá             | El Ramal (Acceso D1563202 a Puente Tierra); Mirabueno (Acceso D1563205 a Loma del Toldo); El Molino (Acceso D1563205 a Escuela); Ricaurte (Acceso D1563203 a Merchán); Saboyá (Acceso); Balcones (Acceso D1563236 a Montes de Luz); Garavito; | Boyacá             |
| 45A05   | Puente Nacional    | Río Suárez; Quebrada Otero; Cruce Puente Nacional (Acceso 45AST01 a La Capilla); Río Suárez; Puente Nacional (Acceso). | Santander          |
| 45A06   | Puente Nacional    | Puente Nacional; El Hoyito. | Santander          |
| 45A06   | Barbosa            | Barbosa (Cruce 6208 , 6209 y cruce variante 62STA ); Cite. | Santander          |
| 45A06   | Güepsa             | Güepsa (Acceso por ramal 45ASTA ); Río Suárez. | Santander          |
| 45A06   | San José de Pare   | San José de Pare (Acceso por paso 45ABYA ). | Boyacá             |
| 45A06   | Santana            | Santana; El Ramal (Acceso 45ABY02 a Chitaraque). | Boyacá             |
| 45A06   | Chitaraque         | Río Huertas (Acceso D1518501 a Chitaraque). | Boyacá             |
| 45A06   | Suaita             | Vado Real (Acceso 4704 a Suaita y acceso 45AST15 a Gambita); Olival. | Santander          |
| 45A06   | Oiba               | Río Oibita; Quebrada la Guayaca; Oiba (Acceso 47ST04 a El Tirano); El Ramal (Acceso 47ST04 a Guapotá y Palmas del Socorro). | Santander          |
| 45A06   | Confines           | Loma Medio Mundo; Tapias (Acceso 45AST03 a Confines y Charalá). | Santander          |
| 45A06   | Palmas del Socorro | Aeropuerto Comuneros. | Santander          |
| 45A06   | El Socorro         | El Ramal (Acceso 47ST04 a Palmas del Socorro); El Socorro (Acceso 45AST04 a Simacota, Chima y Contratación; Acceso 45AST16 a Páramo); Berlín (Acceso 45AST05 a Cruce Ruta 64).                                                                | Santander          |
| 45A06   | Pinchote           | Filo Calapales; Pinchote (Acceso por paso 45ASTC ); Capellanía. | Santander          |
| 45A06   | San Gil            | Río San Gil; San Gil. | Santander          |
| 45A07   | San Gil            | San Gil; Cruce San Gil (Cruce 6403 ); Río Paloblanco. | Santander          |
| 45A07   | Curití             | Curití (Acceso por paso 45ASTD ); Arenales. | Santander          |
| 45A07   | Aratoca            | Toncal Central (Acceso 45AST17 a Jordán Sube); Aratoca; Alto el Picacho; Paque Nacional del Chicamocha Panachi; El Ramal (Acceso 45AST18 a Cepitá).                                                                                           | Santander          |
| 45A07   | Los Santos         | Río Chicamocha. | Santander          |
| 45A07   | Pedecuesta         | Pescadero; Corregimiento Umpalá (Acceso); Los Curos (Cruce 55ST02 y acceso 45AST19 a Los Santos; Río San Francisco; Variante (Acceso 45AST19-1 a Los Santos); Río de Oro; Piedecuesta (Acceso 45AST20 a Granja Chocoita); Río Lato.           | Santander          |
| 45A07   | Floridablanca      | Río Frío; Floridablanca (Cruce Inicio Ramal 45AST08 como variante a Bucaramanga). | Santander          |
| 45A07   | Bucaramanga        | Bucaramanga. | Santander          |
| 45AST08 | Floridablanca      | Floridablanca (Fin ramal y cruce 45A07 ). Río Frío. | Santander          |
| 45AST08 | Girón              | Palenque (Cruce 6602 ); Quebrada La Rosita. | Santander          |
| 45AST08 | Bucaramanga        | Bucaramanga (Acceso); La Cemento (Fin ramal y cruce 45A08 ). | Santander          |
| 45A08   | Bucaramanga        | La Cemento (Cruce Fin Ramal 45AST08 como variante a Bucaramanga); Río Vijagual. | Santander          |
| 45A08   | Rionegro           | Río Negro (Acceso 45AST09 a Bocas); Rionegro; Cruce Rionegro (Acceso 45AST10 a Santa Cruz de la Colina); Portachuelo; Salamaga; La Ceiba. | Santander          |
| 45A08   | El Playón          | Trincheras (Acceso 45AST21 a El Filo y Turbay); Río Cachiri; Cruce Playón (Acceso 45AST22 a La Tigra); El Playón; Río Cachira; Barrio Nuevo.                                                                                                  | Santander          |
| 45A08   | Cáchira            | Primavera (Acceso 4710 a Cáchira); La Unión. | Norte de Santander |
| 45A08   | La Esperanza       | Contadero; La Esperanza; Filo Cresta del Diablo; La Pedregosa; Río San Alberto. | Norte de Santander |
| 45A08   | San Alberto        | San Alberto (Cruce 4513 ). | Cesar              |

## Concesiones y proyectos
Actualmente la ruta posee los siguientes sectores en Concesión:

### Concesiones y proyectos actuales
| Código  | Sector                              | Tipo                    | Cód. proyecto | Nombre Proyecto                   | Concesionaria                                               | Unidad Funcional | Etapa        | PR Inicial | PR Final | Longitud km. |
| ------- | ----------------------------------- | ----------------------- | ------------- | --------------------------------- | ----------------------------------------------------------- | ---------------- | ------------ | ---------- | -------- | ------------ |
| 45A04   | Bogotá - Cajicá                     | Concesión ANI           | 4G033         | IP - Accesos Norte a Bogotá       | Accesos Norte de Bogotá S.A.S.                              | UF 2; UF 4       | Construcción | 0+0000     | 11+0700  | 11,70        |
| 45A04   | Variante Cajicá                     | Concesión ANI           | 4G033         | IP - Accesos Norte a Bogotá       | Accesos Norte de Bogotá S.A.S.                              | UF 4             | Construcción | 16+0100    | 25+0200  | 9,10         |
| 45ACNA  | Cajicá - Zipaquirá                  | Concesión ANI           | 4G033         | IP - Accesos Norte a Bogotá       | Accesos Norte de Bogotá S.A.S.                              | UF 4             | Construcción | 0+0000     | 6+0625   | 6,63         |
| 45ACNB  | Variante Portachuelo                | Concesión ANI           | 4G033         | IP - Accesos Norte a Bogotá       | Accesos Norte de Bogotá S.A.S.                              | UF 4             | Construcción | 0+0000     | 3+0600   | 3,60         |
| 45ACND  | Variante Portachuelo - Casablanca   | Concesión ANI           | 4G033         | IP - Accesos Norte a Bogotá       | Accesos Norte de Bogotá S.A.S.                              | UF 4             | Construcción | 0+0000     | 0+0250   | 0,25         |
| 45A08   | La Cemento (Bucaramanga) - Rionegro | Concesión Departamental | NA            | Área Metropolitana de Bucaramanga | Instituto Financiero para el Desarrollo de Santander IDESAN | NA               | Operación    | 0+0000     | 18+0000  | 18,00        |
| 45AST08 | Palenque - La Cemento               | Concesión Departamental | NA            | Área Metropolitana de Bucaramanga | Instituto Financiero para el Desarrollo de Santander IDESAN | NA               | Operación    | 10+0100    | 21+0700  | 11,60        |

### Concesiones y proyectos anteriores
| Código  | Sector                              | Tipo            | Cód. proyecto | Nombre Proyecto                                     | Concesionaria                           | Unidad Funcional | Etapa      | PR Inicial | PR Final | Longitud km. |
| ------- | ----------------------------------- | --------------- | ------------- | --------------------------------------------------- | --------------------------------------- | ---------------- | ---------- | ---------- | -------- | ------------ |
| 45A04   | Bogotá - Cajicá                     | Concesión ANI   | 1G006         | Desarrollo Vial del Norte de Bogotá - DEVINORTE     | U.T Desarrollo Vial Del Norte De Bogotá | Tramo 1          | Finalizado | 0+0000     | 11+0700  | 11,70        |
| 45A04   | Variante Cajicá                     | Concesión ANI   | 1G006         | Desarrollo Vial del Norte de Bogotá - DEVINORTE     | U.T Desarrollo Vial Del Norte De Bogotá | Tramo 2          | Finalizado | 16+0100    | 25+0200  | 9,10         |
| 45ACNA  | Cajicá - Zipaquirá                  | Concesión ANI   | 1G006         | Desarrollo Vial del Norte de Bogotá - DEVINORTE     | U.T Desarrollo Vial Del Norte De Bogotá | Tramo 2          | Finalizado | 0+0000     | 6+0625   | 6,63         |
| 45ACNB  | Variante Portachuelo                | Concesión ANI   | 1G006         | Desarrollo Vial del Norte de Bogotá - DEVINORTE     | U.T Desarrollo Vial Del Norte De Bogotá | Tramo 2          | Finalizado | 0+0000     | 3+0600   | 3,60         |
| 45ACND  | Variante Portachuelo - Casablanca   | Concesión ANI   | 1G006         | Desarrollo Vial del Norte de Bogotá - DEVINORTE     | U.T Desarrollo Vial Del Norte De Bogotá | Tramo 2          | Finalizado | 0+0000     | 0+0250   | 0,25         |
| 45A04   | Zipaquirá - Ubaté                   | Concesión ANI   | 3G014         | Zipaquirá - Palenque                                | Concesionaria Vial de Colombia          | UF 1             | Finalizado | 28+0200    | 67+1134  | 39,93        |
| 45A05   | Ubaté - Puente Nacional             | Concesión ANI   | 3G014         | Zipaquirá - Palenque                                | Concesionaria Vial de Colombia          | UF 1; UF 2       | Finalizado | 0+0000     | 89+0340  | 89,34        |
| 45A06   | Puente Nacional - San Gil           | Concesión ANI   | 3G014         | Zipaquirá - Palenque                                | Concesionaria Vial de Colombia          | UF 2; UF 3       | Finalizado | 0+0000     | 125+0800 | 125,80       |
| 45A07   | San Gil - Floridablanca             | Concesión ANI   | 3G014         | Zipaquirá - Palenque                                | Concesionaria Vial de Colombia          | UF 3             | Finalizado | 0+0000     | 89+700   | 89,70        |
| 45AST08 | Floridablanca - Palenque            | Concesión ANI   | 3G014         | Zipaquirá - Palenque                                | Concesionaria Vial de Colombia          | UF 3             | Finalizado | 0+0000     | 10+0100  | 10,10        |
| 45AST08 | Floridablanca - Palenque            | Proyecto INVIAS | VE019         | Proyecto retornos anillo vial Girón - Floridablanca | VIAS S.A                                | NA               | Finalizado | NA         | NA       | 10,00        |
| 45AST08 | Palenque - La Cemento               | Concesión ANI   | 3G004         | Zona Metropolitana Bucaramanga                      | Autopistas de Santander S.A.            | Tramo 4; Tramo 5 | Reversado  | 10+0100    | 21+0700  | 11,60        |
| 45A08   | La Cemento (Bucaramanga) - Rionegro | Concesión ANI   | 3G004         | Zona Metropolitana Bucaramanga                      | Autopistas de Santander S.A.            | Tramo 7; Tramo 9 | Reversado  | 0+0000     | 18+0000  | 18,00        |

### Concesiones y proyectos futuros
| Código | Sector                    | Tipo          | Cód. proyecto | Nombre Proyecto       | Concesionaria | Unidad Funcional | Etapa      | PR Inicial | PR Final | Longitud km. |
| ------ | ------------------------- | ------------- | ------------- | --------------------- | ------------- | ---------------- | ---------- | ---------- | -------- | ------------ |
| 45A04  | Zipaquirá - Ubaté         | Concesión ANI | 5G017         | Zipaquirá - Barbosa   | Sin Definir   | NA               | Proyectada | NA         | NA       | NA           |
| 45A05  | Ubaté - Puente Nacional   | Concesión ANI | 5G017         | Zipaquirá - Barbosa   | Sin Definir   | NA               | Proyectada | NA         | NA       | NA           |
| 45A06  | Puente Nacional - Barbosa | Concesión ANI | 5G017         | Zipaquirá - Barbosa   | Sin Definir   | NA               | Proyectada | NA         | NA       | NA           |
| 45A06  | Barbosa - San Gil         | Concesión ANI | 5G018         | Barbosa - Bucaramanga | Sin Definir   | NA               | Proyectada | NA         | NA       | NA           |
| 45A07  | San Gil -Bucaramanga      | Concesión ANI | 5G018         | Barbosa - Bucaramanga | Sin Definir   | NA               | Proyectada | NA         | NA       | NA           |